# (263789) 2008 MA5
(263789) 2008 MA5 es un asteroide perteneciente al cinturón de asteroides descubierto por el equipo del observatorio de Cerro Burek el 27 de junio de 2008 desde el Complejo Astronómico El Leoncito, Argentina.

## Designación y nombre
Designado inicialmente como 2008 MA5.

## Características orbitales
(263789) 2008 MA5 está situado a una distancia media del Sol de 2,631 ua, pudiendo alejarse hasta 3,099 ua y acercarse hasta 2,163 ua. Tiene una excentricidad de 0,178 y una inclinación orbital de 28,166 grados. Emplea 1558,60 días en completar una órbita alrededor del Sol.

## Características físicas
La magnitud absoluta de (263789) 2008 MA5 es 15.39